# 長田秀雄
長田 秀雄（ながた ひでお、1885年（明治18年）5月13日 - 1949年（昭和24年）5月5日）は、詩人、小説家、劇作家。

## 主な経歴
東京出身。獨協中学校卒業後、明治大学にて学ぶ。『明星』の詩人として北原白秋、木下杢太郎らとともに活躍。パンの会、『スバル』にも参加。最初の戯曲「歓楽の鬼」が自由劇場で上演され、以後劇作家として活躍、新劇運動に加わった。1920年（大正9年）には大作「大仏開眼」を発表、以後多くの歌舞伎劇の史劇を書く。1939年築地小劇場が会社組織となるに際して代表取締役。新協劇団（第一次）の代表者にも就任。
1936年（昭和11年）には、井上正夫が立ち上げた井上演劇道場にも参加した。
1940年（昭和15年）8月20日、警視庁特高第一課は長田を呼び出し、社会主義思想を基調とした新協劇団を自発的に解散するように強要した。このことを受け、同年8月22日、新協劇団は解散を決議した。墓所は染井霊園。
弟の長田幹彦も詩人、小説家である。

## 著作
- 『歓楽の鬼』（お七吉三.廃兵院夜曲.黄金截）たちはなや書店、1913
- 『琴平丸』（仏陀と阿闊世主） 春陽堂、1914
- 『放火』植竹書院、1914
- 『飢渇』日東堂、1916
- 『小説午前二時』玄文社、1918
- 『声』天佑社、1920
- 『大仏開眼』新潮社、1921
- 『牡丹灯籠』新潮社、1923
- 『愛憎篇』改造社、1923
- 『黒幕』玄文社、1924
- 『現代戯曲選集 第1篇　石山開城記』春陽堂、1926
- 『昭和血士録』春秋社、1934
- 『新劇の黎明』ぐろりあ・そさえて、1941
- 『女優須磨子』高島屋出版部、1947